# Подчинный
Подчинный (нем. Kratzke) — посёлок в Жирновском районе Волгоградской области, в составе Алешниковского сельского поселения. Основано в 1766 году как немецкая колония Кратцке
Население — 145 (2010)

## Название
Названо по фамилии первого старосты (форштегера). По указу от 26 февраля 1768 г. о наименованиях немецких колоний получила официальное название Починная. Также было известно как Крацкая, Грацка

## История
Основано в 1766 году как немецкая колония Кратцке. До 1917 года лютеранское село сначала Сосновского колонистского округа, а после 1871 года Сосновской волости (позже вошло в состав Олешинской волости) Камышинского уезда Саратовской губернии. Основатели — 34 семьи, выходцы из Пфальца, Пруссии, Ганновера и Швеции. В 1857 году земельный надел составлял 2240 десятин, в 1910 году 3381 десятина.
В 1774 году во время пугачевского бунта (1773—1774) через село Кратцке прошли отряды Пугачева. Село было разграблено.
Село относилось сначала к лютеранскому приходу Диттель, затем Меркель. Деревянная церковь была построена в 1826 году. С момента основания действовала церковно-приходская немецкая школа. В 1894 году насчитывался 131 двор, имелись деревянная церковь, церковно-приходская и товарищеская школы и 2 сарпинковых заведения. В 1914 году открыта ткацкая фабрика «Фортшрит»
Село пережило голод в Поволжье: в 1921 году родилось 51, умерло — 90 человек. В советский период село входило в состав сначала Медведицкого района Голо-Карамышского уезда Трудовой коммуны (Области) немцев Поволжья, с 1922 — Каменского, затем Голо-Карамышского (Бальцерского), с 1927 года Франкского кантона Республики немцев Поволжья; административный центр Кратцкого сельского совета. В советский период существовала кооперативная лавка, начальная школа (1926); колхоз «Фортшрит», ткацкая фабрика «Фортшрит». В 1932 году на фабрике было занято 756 человек, вырабатывалось 3608 тысяч метров хлопчатобумажной ткани в год (1932).
В 1927 году село Починное официально переименовано в село Кратцке.
В 1939 году селу присвоен статус рабочего поселка.
28 августа 1941 года был издан Указ Президиума ВС СССР о переселении немцев, проживающих в районах Поволжья. Немецкое население было депортировано. После ликвидации АССР немцев Поволжья село, как и другие населённые пункты Франкского кантона (переименован в Медведицкий район) упразднённой АССР немцев Поволжья передано в состав Сталинградской области. Указом Президиума Верховного Совета РСФСР от 4 апреля 1942 года рабочий посёлок Крацке переименован в Подчинный.
Ткацкая фабрика в селе также получила новое название «Вперед» и всю войну работала на нужды фронта, выпуская бязь для белья военнослужащих и брезент для военной техники.
В 1959 году Подчинный был переведён в разряд сельских населённых пунктов. В начале 60-х гг. была закрыта и фабрика, что положило началу оттоку населения в соседние населенные пункты, в первую очередь, в Красноармейск, где также было ткацкое производство.

## Физико-географическая характеристика
Село находится в лесостепи, в пределах Приволжской возвышенности, являющейся частью Восточно-Европейской равнины, в верховьях реки Карамыш). В окрестностях села распространены чернозёмы. Высота центра населённого пункта — 212 метров над уровнем моря.
По автомобильным дорогам расстояние до областного центра города Волгограда составляет 320 км, до районного центра города Жирновск — 42 км, до административного центра сельского поселения села Алешники — 4,5 км, до ближайшего крупного города Саратова — 240 км.

## Население
Динамика численности населения по годам:
| 1987 | 2002 |
| ---- | ---- |
| ≈250 | 186  |

| 1767  | 1773  | 1788  | 1798  | 1816  | 1834  | 1850  |
| ----- | ----- | ----- | ----- | ----- | ----- | ----- |
| 129   | ↗137  | ↗140  | ↗210  | ↗339  | ↗663  | ↗1012 |
| 1859  | 1885  | 1897  | 1904  | 1911  | 1920  | 1922  |
| ↗1223 | ↘1213 | ↘1181 | ↗2233 | ↗2435 | ↘1577 | ↘1322 |
| 1926  | 1931  | 1939  | 2010  |       |       |       |
| ↗1456 | ↗2171 | ↗2188 | ↘145  |       |       |       |